# الدوري السويسري لكرة السلة
الدوري السويسري لكرة السلة هو دوري كرة سلة للمحترفين في سويسرا تأسس في 2001 يلعب فيه 12 فريقاً. يعتبر فريق فريبورغ أولمبيك هو الأكثر تتويجا باللقب.

## أبرز الفرق
- فريبورغ أولمبيك

## وصلات خارجية
- الموقع الإلكتروني